# Пуночка
Пу́ночка, также сне́жный подоро́жник, аркти́ческий воробе́й (лат. Plectrophenax nivalis) — кругополярная птица из семейства подорожниковых (Calcariidae), гнездящаяся в области тундр Старого и Нового Света.
Своё название пуночка получила от лапландского слова «пунак».

## Внешний вид
Длина тела достигает 16,5 см, масса — 26—40 г. Размах крыльев составляет 32—38 см. У самца в брачном оперении большая часть спины и крылья, а также средние и отчасти крайние рулевые перья — чёрного цвета, остальная поверхность птицы и широкая косая полоса на крыльях — белые. У самки чистый чёрный цвет заменяется чёрно-бурым, который заходит и на голову, причём все тёмные перья окаймлены светлым ободком. Зимой окраска пуночки резко меняется, а именно: все тёмные перья, а также белые перья груди и боков тела имеют более или менее широкую редкую кайму; точно так же чёрный клюв становится оранжево-жёлтым. Общий тон зимней окраски подходит к общему цвету не покрытых снегом прогалин с побуревшей травой, на которых и держится в это время пуночка.

## Питание и экология
Летом пуночки питаются преимущественно насекомыми, зимой — исключительно семенами и зёрнами.
Пуночка прилетает в тундру ранней весной, с наступлением светлого времени года и поздно, с установлением снега и морозов, откочёвывает в северную тайгу. В предгнездовом и в начале гнездового периода (с конца мая до начала июля) отдельные особи заносятся ветрами в высокие широты. В дрейфующих льдах они питаются выброшенными на лёд планктонными рачками и не всегда погибают. Оказавшись вблизи человека, кормятся с помоек. В одной из экспедиций «Фрама» пуночки пытались гнездиться вблизи корабля под 83° с. ш. в 200 км от ближайшего берега.
Зимой встречается в степях Забайкалья.

## Голос
Голос — звонкая нисходящая трель.

## Размножение
Сезон гнездования начинается в мае. Гнездо устраивает на земле. В кладке 5—6 яиц желтоватого и зеленоватого цвета, с бурыми пятнами и точками. Инкубационный период длится 12—13 дней.

## Пуночка в культуре
- Пуночка является популярным фольклорным персонажем у северных народов (чукчей, эскимосов и др)[7]. В тундре играет роль вестника весны, как в средних широтах скворец или ласточка[3].
- Псевдоним советского писателя Тимофея Синицына, Пэля Пунух происходит от названия птицы пуночка[8].